# Cynomops greenhalli
Cynomops greenhalli (Goodwin, 1958) è un pipistrello della famiglia dei Molossidi diffuso nell'America meridionale.

## Descrizione

### Dimensioni
Pipistrello di piccole dimensioni, con la lunghezza della testa e del corpo tra 57 e 62 mm, la lunghezza dell'avambraccio tra 33,4 e 38,2 mm, la lunghezza della coda tra 29 e 34 mm, la lunghezza del piede tra 8 e 10 mm, la lunghezza delle orecchie tra 13 e 16 mm e un peso fino a 20 g.

### Aspetto
La pelliccia è corta e vellutata. Una zona ricoperta densamente di peli più scuri delle membrane alari è presente tra l'estremità dell'avambraccio, il polso e il quarto dito. Le parti dorsali variano dal marrone scuro al nerastro con la base dei peli più chiara, mentre le parti ventrali sono marroni lungo i fianchi e molto più chiare sulla gola e al centro del petto e dell'addome. Il muso è largo, elevato e piatto sul dorso, privo di pieghe cutanee sulle labbra e con il mento largo e dal profilo arrotondato. Le orecchie sono corte, triangolari, con l'estremità arrotondata, ben separate tra loro e con il margine anteriore ripiegato in avanti. Il trago è corto, triangolare e con la base larga, nascosto dietro l'antitrago, il quale è grande e squadrato, con gli angoli arrotondati. Le ali sono attaccate posteriormente sulla tibia poco sopra le caviglie. La coda è lunga e tozza e si estende per più della metà oltre l'ampio uropatagio. Il cariotipo è 2n=34 FNa=60.

## Biologia

### Comportamento
Si rifugia in gruppi fino a 75 individui all'interno di cavità di alberi o edifici. L'attività predatoria inizia solitamente subito dopo il tramonto..

### Alimentazione
Si nutre di insetti volanti catturati sopra specchi d'acqua.

### Riproduzione
Femmine gravide e che allattavano sono state catturate sull'isola di Trinidad nel mese di luglio.

## Distribuzione e habitat
Questa specie è diffusa nella Colombia, Venezuela, Guyana, Suriname, Guyana francese, Ecuador e Perù settentrionali, Brasile settentrionale e sull'isola di Trinidad.
Vive nelle foreste tropicali decidue e sempreverdi fino a 1.500 metri di altitudine.

## Conservazione
La IUCN Red List, considerato il vasto areale, classifica C.greenhalli come specie a rischio minimo (Least Concern)).